# Metadrinomyia argentea
Metadrinomyia argentea är en tvåvingeart som beskrevs av Hiroshi Shima 1980. Metadrinomyia argentea ingår i släktet Metadrinomyia och familjen parasitflugor.
Artens utbredningsområde är Nepal. Inga underarter finns listade i Catalogue of Life.